# 董世汤
董世汤（1931年—），男，浙江嵊县人，中国船舶流体力学家，曾任中国舰船研究院高级工程师、博士生导师，第七、八届全国人大代表。